# Barra Airport

i7
i11
i13

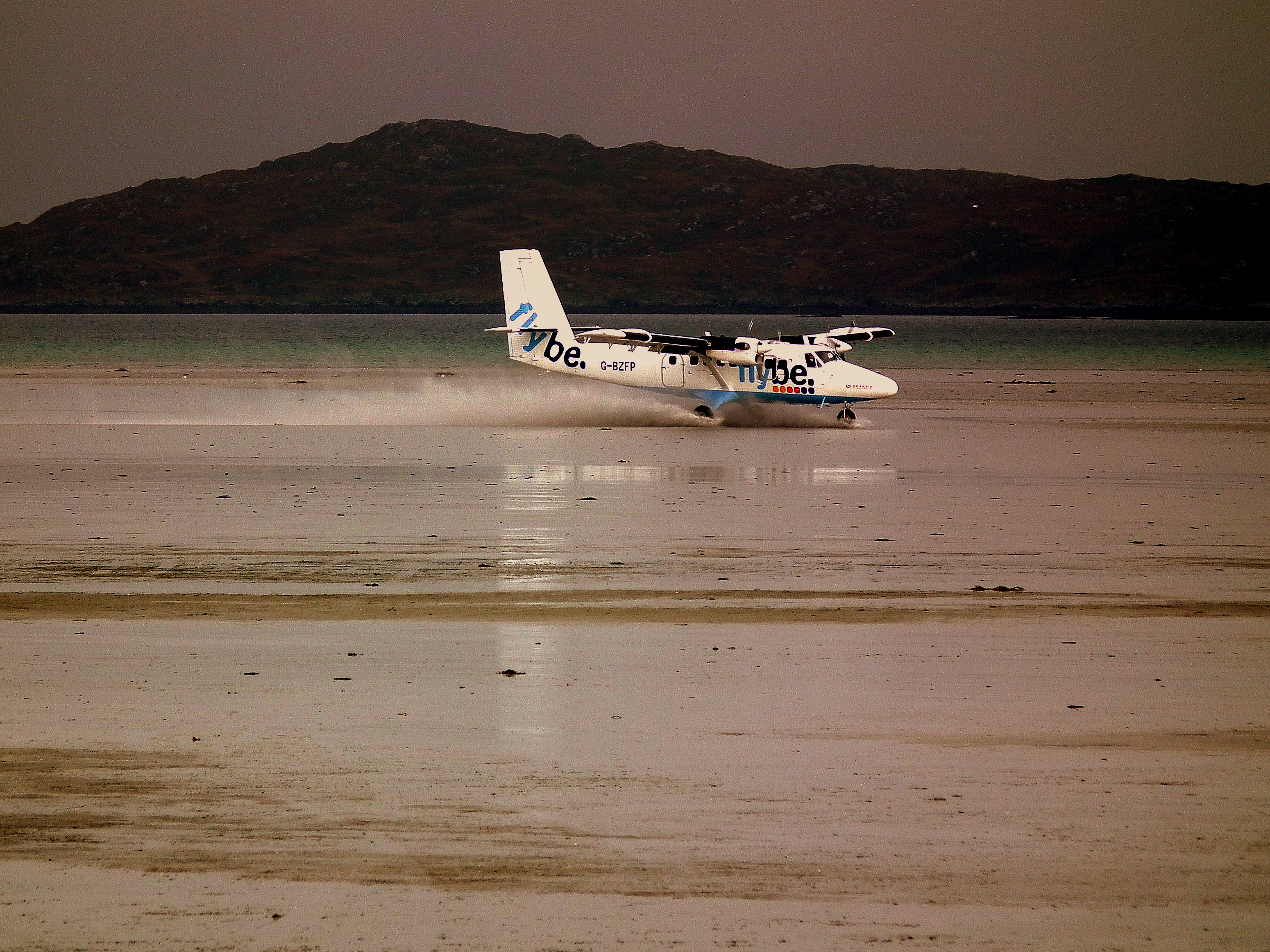
Twin Otter bei der Landung

Barra Airport (auch Barra Eoligarry Airport, schottisch-gälisch Port-adhair Bharraigh, IATA-Code: BRR, ICAO-Code: EGPR) ist der einzige Flugplatz der schottischen Insel Barra, die zu den Äußeren Hebriden im Atlantik gehört.

## Lage
Der Flugplatz liegt nahe der Streusiedlung Eoligarry auf der Halbinsel Eoligarry in der Bucht von Traigh Mhòr. Er ist auch, neben dem der australischen Insel K’gari, der einzige Flugplatz, an dem der Strand gleichzeitig die Landebahn bildet. Die Lande- und Startzeiten der Flugzeuge sind von den Gezeiten abhängig, da während der Flut der gesamte Strand und somit auch die Start- und Landebahnen vom Wasser bedeckt sind. Der Flugplatz besitzt drei Start- und Landebahnen, die nur für STOL-Flugzeuge wie Britten-Norman BN-2 Islander und DHC-6 Twin Otter ausgelegt sind. Ab den 1950er-Jahren war der Landeplatz von Flugzeugen des Typs De Havilland DH.114 Heron der British European Airways angeflogen worden.
In der Nacht dürfen ausschließlich Notfalltransporte stattfinden, Flüge von Linien- oder Chartermaschinen sind nicht erlaubt. Betreiber des Flughafens ist die Highlands and Islands Airports Limited, die für zahlreiche kleine Flughäfen und Flugplätze in Schottland und Nordirland verantwortlich ist.

## Fluggesellschaften und Ziele
Zweimal täglich verbindet Loganair Barra Island mit dem Flughafen Glasgow.